# Zentrumspartei des Saargebietes
Die Zentrumspartei des Saargebietes war die größte Partei des von 1920 bis 1935 vom Deutschen Reich abgetrennten Saargebiets. Sie war die Schwesterpartei der Deutschen Zentrumspartei und als solche die politische Vertretung des Katholizismus.

## Geschichte

### Vorgeschichte
Im Deutschen Kaiserreich war das Zentrum nach Ländern bzw. in Preußen nach Provinzen organisiert. Im Saargebiet kamen daher Teile der Zentrumspartei Bayern und der Zentrumspartei Preußen zusammen. Eine gemeinsame Organisation musste zunächst geschaffen werden.
Bei der Wahl zur Weimarer Nationalversammlung am 19. Januar 1919 wurde noch getrennt abgestimmt. Im Wahlkreis 21 (Koblenz und Trier, hierzu gehörten die preußischen Teile des späteren Saargebietes) war das Zentrum stärkste Partei geworden, im Wahlkreis 27 (Pfalz) nach der SPD zweitstärkste.
Die Bevölkerung des Saargebietes war zu 72 % katholisch.

## Organisation
Die Zentrumspartei war in Ortsverbände, Kreisverbände und den Landesverband gegliedert. Höchstes Gremium war die jährlich tagende Landesdelegiertenversammlung, die den Landesvorstand wählte. Unterhalb des Jahres bestand der Landesparteiausschuss, der etwa 80 Mitglieder umfasste. Die Verzahnung mit den christlichen Gewerkschaften und den Pfarrern war eng, mehrere Pfarrer gehörten dem Landesvorstand an.

## Positionen
Ein wichtiger Punkt der Politik der Zentrumspartei des Saargebietes war die Frage der Kirchenorganisation. Kirchlich gehörte das Saarland zum Bistum Trier und Bistum Speyer. Die Bistumsgrenzen waren nicht mit den Grenzen des Saargebiets deckungsgleich. Diskutiert wurde eine Zuordnung des Saargebietes an das Bistum Metz oder die Schaffung eines eigenen Bistums Saarbrücken.
Während die Positionen von Zentrum und französischer Besatzungsmacht in der Bistumsfrage konfliktarm waren, waren die Vorstellungen in der Schulpolitik konträr. Das Zentrum kämpfte für den Bestand der katholischen Konfessionsschulen, die linken Parteien für die Übernahme des französischen Modells der säkularen staatlichen Schulen.
Über alle Parteigrenzen hinweg (die Befürworter eines Anschlusses an Frankreich waren eine vernachlässigbare Minderheit) waren die Parteien des Saargebietes Befürworter einer Rückkehr des Saargebietes nach Deutschland.

## Wahlen
Bei allen Wahlen zum Landesrat wurde das Zentrum mit Abstand größte Partei. Bei der ersten Wahl am 25. Juni 1922 erhielt das Zentrum mit 16 von 30 Sitzen eine absolute Mehrheit. Bei den drei folgenden Wahlen am 27. Januar 1924, 25. März 1928 und 13. Februar 1932 waren es jeweils 14 von 30.

## Auflösung
Die NSDAP des Saargebietes war politisch unbedeutend geblieben. Dennoch ergab sich mit der Machtergreifung der Nationalsozialisten im Reich auch für die Parteien im Saargebiet eine neue Lage. Dies galt insbesondere für das Zentrum als größte Partei im Saarland: Einerseits begrüßte man eine starke Reichsregierung, die eine Rückgliederung des Saargebietes nach Deutschland fördern und die Wirtschaftskrise entschlossen bekämpfen würde. Das Zentrum hatte ja auch im Reichstag für das Ermächtigungsgesetz gestimmt. Andererseits war das Zentrum als demokratische Partei naturgemäß mit der Beseitigung der Demokratie nicht einverstanden. Vor allem jedoch war die Verfolgung der Zentrumsanhänger und kirchlicher Würdenträger im Reich nach der Machtergreifung unerträglich.
Diese Verfolgung spürte man auch im Saargebiet. Die katholischen Gewerkschaften, die finanziell von der Unterstützung der Gewerkschaften aus dem Reich abhängig waren, büßten nach der Gleichschaltung der freien Gewerkschaften im Reich diese Zuwendungen ein und wurden handlungsunfähig.
Letztlich war das Ziel der Wiedervereinigung mit Deutschland für die bürgerlichen Parteien wichtiger als die Demokratie. Das Zentrum wurde Mitglied der Deutschen Front, die sich in einer Volksabstimmung (der Saarabstimmung) für die Rückkehr des Saargebietes nach Deutschland aussprach. Dies war den neuen Machthabern in Deutschland nicht weitgehend genug. Adolf Hitler forderte die Parteien im Saargebiet auf, sich aufzulösen. Am 20. September 1933 löste sich die DNVP, am 6. Oktober 1933 die Deutsch-Saarländische Volkspartei auf.
In der Zentrumspartei kam es auf einer Sitzung des Landesparteiausschusses am 28. September 1933 zu einer Kampfabstimmung. Die Vertreter der christlichen Gewerkschaften, namentlich Peter Kiefer, sprachen sich für eine Auflösung aus; eine Mehrheit von 52 zu 33 Stimmen lehnte eine Auflösung jedoch ab. Der Landesvorsitzende Franz Steegmann legte daraufhin sein Amt nieder. An seiner Stelle wurde der Pfarrer Franz Bungarten gewählt.
In der Folge fanden Verhandlungen zwischen Zentrum und NSDAP statt. Als Ergebnis erhielt das Zentrum Zusicherungen, dass Zentrumspolitik und Zentrumspolitiker nicht diffamiert und Zentrumsmitglieder und -anhänger nicht verfolgt würden. Dies wurde schriftlich festgehalten. Am 13. Oktober 1933 wurde die Auflösung der Zentrumspartei verkündet.

## Nachgeschichte
Die Zusicherungen der Nationalsozialisten wurden bereits nach kurzer Zeit gebrochen. Am 31. Januar 1934 veröffentlichte Johannes Hoffmann, der Chefredakteur der Zentrumszeitung Saarbrücker Landeszeitung Äußerungen des NSDAP-Führers im Saargebiet Alois Spaniol, in dem er Hitler als „neuen, größeren, gewaltigen Christus“ bezeichnet hatte. Gegen die Stimme Bungartens, der Aufsichtsrat der Zeitung war, wurde Hoffmann entlassen und die Zeitung gleichgeschaltet. Auch die Zusage, die führenden Persönlichkeiten des Zentrums nicht zu verfolgen, wurden gebrochen. Franz Steegmann verlor 1940 seine Anwaltszulassung, die er erst nach dem Krieg zurückerlangte.

## Zentrumspresse
Folgende Zeitungen im Saargebiet waren Parteizeitungen oder galten als dem Zentrum nahestehend:
- Saarkirchener Landeszeitung, Saarbrücken
- Neunkirchener Zeitung, Neunkirchen
- Westpfälzische Zeitung, St. Ingbert
- Völklinger Volksfreund, Völklingen
- Saarzeitung, Saarlouis
- Merziger Volkszeitung, Merzig
- Westricher Tageblatt, Homburg
- St. Wendeler Volksblatt, St. Wendel

## Persönlichkeiten

### Vorsitzende
- Sanitätsrat Dr. Josef Jordans 1918–1927
- Franz Steegmann 1927–1933
- Pfarrer Franz Bungarten 1933–1934

### Fraktionsvorsitzende
- Franz Levacher (1922–1933)

### Mitglieder im Landesrat
| Abgeordneter           | 1. WP    | 2. WP    | 3. WP    | 4. WP    |
| ---------------------- | -------- | -------- | -------- | -------- |
| Karl Albrecht          | 0        | 0        | Mitglied | Mitglied |
| Eduard Angel           | Mitglied | 0        | Mitglied | Mitglied |
| Richard Becker         | Mitglied | Mitglied | Mitglied | Mitglied |
| Albert Blügel          | 0        | 0        | Mitglied | Mitglied |
| Josef Gärtner          | 0        | 0        | Mitglied | Mitglied |
| Johann Gladel          | Mitglied | Mitglied | Mitglied | Mitglied |
| Elisabeth Hallauer     | Mitglied | 0        | 0        | 0        |
| Nikolaus Haßler        | 0        | 0        | 0        | Mitglied |
| Peter Heinz            | Mitglied | Mitglied | Mitglied | 0        |
| Georg Hirschmann-Sutor | 0        | 0        | Mitglied | Mitglied |
| Mathias Karius         | Mitglied | Mitglied | 0        | 0        |
| Peter Kiefer           | Mitglied | Mitglied | Mitglied | Mitglied |
| Johann Jakob Kratz     | Mitglied | Mitglied | 0        | 0        |
| Franz Levacher         | Mitglied | Mitglied | Mitglied | Mitglied |
| Wilhelm Martin         | Mitglied | Mitglied | Mitglied | Mitglied |
| Mathias Niederländer   | Mitglied | 0        | 0        | 0        |
| Wilhelm Palm           | 0        | 0        | Mitglied | 0        |
| Wilhelm Rütters        | Mitglied | Mitglied | 0        | 0        |
| Peter Scheuer          | Mitglied | Mitglied | Mitglied | Mitglied |
| Wilhelm Schinhofen     | 0        | 0        | 0        | Mitglied |
| Anton Schmidt          | Mitglied | 0        | 0        | 0        |
| Nikolaus Seiwert       | 0        | Mitglied | 0        | 0        |
| Willibrord Thiel       | 0        | Mitglied | 0        | 0        |
| August Weber           | 0        | 0        | Mitglied | 0        |
| Johann Werth           | Mitglied | 0        | 0        | 0        |
| Peter Wilhelm          | Mitglied | Mitglied | Mitglied | Mitglied |